# Yoland Guérard
Yoland Guérard est un chanteur (basse), comédien et diplomate, né à Joliette (Québec) 11 octobre 1923 et mort à Rueil-Malmaison (France) le 2 novembre 1987.

## Biographie
Yoland Guérard aura mené de front une carrière de chanteur populaire, d'opéra, d'opérette, d'animateur de télévision et de comédien.
En 1947, s’étant inscrit au Conservatoire de musique de Montréal, il participe au concours Les Boursiers de CKAC en tant que chanteur et s’y classe deuxième, ce qui l’amène à se perfectionner en chant classique à Paris. À son retour au pays, il chante à la radio (CHLP, Radio-Canada) puis se joint aux Variétés lyriques avec qui il tient ses premiers rôles sur scène à titre professionnel dans les opéras Faust (1948), Rigoletto (1949) et Balalaïka (1950).
Yoland Guérard participe activement à l’éclosion médiatique de la chanson populaire québécoise. Il devient un des premiers artistes à enregistrer pour la nouvelle étiquette Music Hall : ses interprétations de succès internationaux comme Les amants d’un jour, Quand on n’a que l’amour, Le jour où la pluie viendra, Arrivederci Roma, ou Mélodie perdue sont ses premiers succès populaires, sans oublier les classiques du temps de Noël que sont Minuit Chrétiens et Ô douce nuit. On lui attribue le prix de la Meilleure interprétation au Grand prix du disque CKAC de 1959 pour À la brunante, une chanson de Raymond Lévesque.
Il anima également à la télévision de Télé-Métropole les émissions "Découvertes",  "Québec sait chanter" et "L'Univers de Yoland Guérard".
Il se produit, (entre autres) avec l’Orchestre symphonique de Montréal (Aïda, La Traviata, Rigoletto) et l'Opéra de Marseille (Viva Napoli - 1973)). Il est nommé directeur des programmes du réseau Radiomutuel en 1976 et s’éloigne de la scène temporairement. Au cours des premières saisons de l’Opéra de Montréal, il s’illustre à nouveau dans La Traviata, Werther, Fidelio, Manon. L’enregistrement d’un ultime 45 tours regroupant les duos Merci et Quand l’amour, interprétés avec la chanteuse Michèle Richard, lui fournit l’occasion d’un bref retour sur disque en 1983.
Durant les années 1980, on le vit aussi au cinéma, notamment dans "Maria Chapdelaine" de Gilles Carle. Il participe aussi au téléroman de Georges Dor (Les Moineaux et les Pinsons) où il campe le rôle de Donat Beaupré, en 1984-1985.
En 1985, il mit un terme définitif à sa carrière artistique pour embrasser celle de diplomate à Paris. Cet homme à la voix de basse s'est éteint le 2 novembre 1987 en France, à l'âge de 64 ans, des suites d'un arrêt cardiaque. Il était directeur du Centre culturel du Canada et conseiller culturel de l'ambassade canadienne à Paris.

## Discographie
- La bohème (2001) Mérite, 22-1156, Compilation.
- J'entends son violon (1983) Mérite, MLP-5002. (Disque de Michèle Richard) 
  - Merci, en duo avec Michèle Richard; Quand l'amour, en duo avec Michèle Richard.
- Yoland Guérard (1964, Dinamic, DIN. 1100). 
  - Réédité sur étiquette Cocorico - CV-2002
- Noël (1963, Sélect, M-298.062). 
  - Réédition - Sélect - S-398239
- Sur demande (1962, Alouette, ALP-77). 
  - Aussi édité chez Sélect - SP-12084. Réédité en 1976 sous le titre de "Sérénade" - Sélect - S-398238.
- Peux-tu songer (1960, Alouette, ALP-38).
- Yoland Guérard (1959, Music-Hall, 33-104). 
  - Come prima; Les amants d'un jour; Gondolier; Les étoiles; Arrivederci Roma; Vierge Marie; Mélodie perdue; Quand on n'a que l'amour; Le jour où la pluie viendra; Toi je t'aimerai; Gloria; Viens valser avec papa (avec Ghislaine Paradis).

## Anecdotes
À l'été 1977, Yoland Guérard chante la chanson à succès Stayin' Alive des Bee Gees à l'émission À la bonne heure de Télé-Métropole, en conséquence d'une gageure perdue.
À l'émission télévisée Bye Bye 1981, il interprète la chanson Le rock'n roll du grand flanc mou[citation nécessaire] de Plume Latraverse en portant des verres fumés et une veste de cuir lui donnant une allure de voyou.
Il était initié de l'ordre de la Rose-Croix et l'est demeuré jusqu'à sa mort. Il a été grand conseiller de l'A.M.O.R.C. au Québec jusqu'à son départ pour la France.

## Référence
1. ↑  Marie-France James, « Le mystère des Rose-Croix dévoilé : Vivre pour la Vérité », L'Informateur, 5 au 19 septembre 1982 (consulté le 6 mars 2010), p. 11 et 15

## Sources
- site internet des Disques Mérite
- site internet Le Parolier